# Itu
Itu é um município brasileiro do estado de São Paulo, situado na Região Metropolitana de Sorocaba, na Mesorregião Macro Metropolitana Paulista e na Microrregião de Sorocaba. Localiza-se a uma latitude 23º15'51" sul e a uma longitude 47º17'57" oeste, estando a uma altitude de 583 metros. 
Sua população estimada em 2024 era de 174 561 habitantes, formada principalmente por descendentes de imigrantes portugueses, italianos, japoneses, além de migrantes de outras regiões do Brasil, em especial do Nordeste, além da forte presença de migrantes do estado do Paraná. É o 46° município mais populoso do estado de São Paulo e o 174° no Brasil, além de ser a segunda maior cidade da Região Metropolitana de Sorocaba, atrás apenas de Sorocaba.
Itu já foi a cidade mais rica do estado, sendo famosa por nela terem residido muitos "barões do café" e autoridades importantes do país. O município teve importância no processo que conduziu à proclamação da república do Brasil em 1889, tendo sediado, em 1873, a primeira Convenção Republicana do Brasil.
Atualmente, a cidade é famosa por ter diversos objetos de tamanho exagerado, fama esta inaugurada pelo comediante Francisco Flaviano de Almeida, o famoso Simplício.

## Toponímia
Segundo Eduardo de Almeida Navarro, em seu Dicionário de Tupi Antigo, o nome do município procede do tupi ytu (cachoeira).

## História

### Período colonial
A colonização da região de Itu pelos paulistas começou em 1604, no contexto da expansão do povoamento paulista para além da região da vila de São Paulo, quando bandeirantes receberam, por sesmaria, a posse da terra dos campos do Pirapitingui.
Em 1610, o bandeirante Domingos Fernandes e seu genro Cristóvão Diniz ergueram uma capela em louvor a Nossa Senhora da Candelária, no local em que hoje está a Igreja do Senhor Bom Jesus, em cujos arredores se formou a povoação de Itu-Guaçu (atual cidade de Itu). Adotou-se o dia 2 de fevereiro como data de aniversário de Itu, por coincidir com o dia de Nossa Senhora da Candelária.
Em 1653, o povoado do Itu-Guaçu foi elevado à categoria de freguesia da vila de Parnaíba, com o nome de Itu, se tornando vila em 18 de abril de 1657. Instalou-se uma Câmara municipal e iniciou-se a construção de um novo templo.
Durante quase um século, de 1657 a 1750, a vila de Itu não passou de um pequeno núcleo, com menos de 100 casas, concentradas no pátio da antiga Matriz e em uma única rua que ia do pátio até a capelinha do primeiro povoado. Uma boa parte das casas, as do pátio, sobretudo, pertencia a fazendeiros. Quando aumentou a escravatura e a produção das fazendas, seus donos ajudaram a erguer dois conventos na Vila, o de São Francisco (1692) e o do Carmo (1719). Os comerciantes ergueram, em 1726, uma capela, num lugar ainda descampado, a de Santa Rita, inaugurada em 1728.
Em 1760, já existiam cerca de 105 casas e mais uma rua, chamada da Palma (atual Rua dos Andradas). Nessa época, Itu se firmava como entreposto de comércio na rota entre o sul do país e as regiões mineradoras de Mato Grosso e Goiás. Na vila, as maiorias das casas eram pequenas e habitadas por pessoas de poucos bens.
Em 1776, com o crescimento das lavouras de açúcar e algodão, a Vila de Itu cresceu, contando com 180 casas, tendo ainda as mesmas ruas de antes. Quem deu vida à localidade foram os artesãos (sapateiros, ferreiros, carpinteiros, tecelões, costureiras e fiandeiras), os quais ocupavam 119 casas. Os comerciantes interessados na venda de tecido, colchas e cobertores para outras regiões promoveram o cultivo de algodão e a produção caseira de tecidos. A partir dessa época, a vila cresceu, devido à exportação de açúcar para a Europa. O número de engenhos de cana e de escravizados importados da África se multiplicou.. De 1785 a 1792, foram abertas as ruas que descem paralelas, pelas encostas do espigão, e seus prolongamentos pelo lado da Igreja do Patrocínio, inaugurada em 1819. Em 1811, foi criada a Comarca de Itu.

### Império

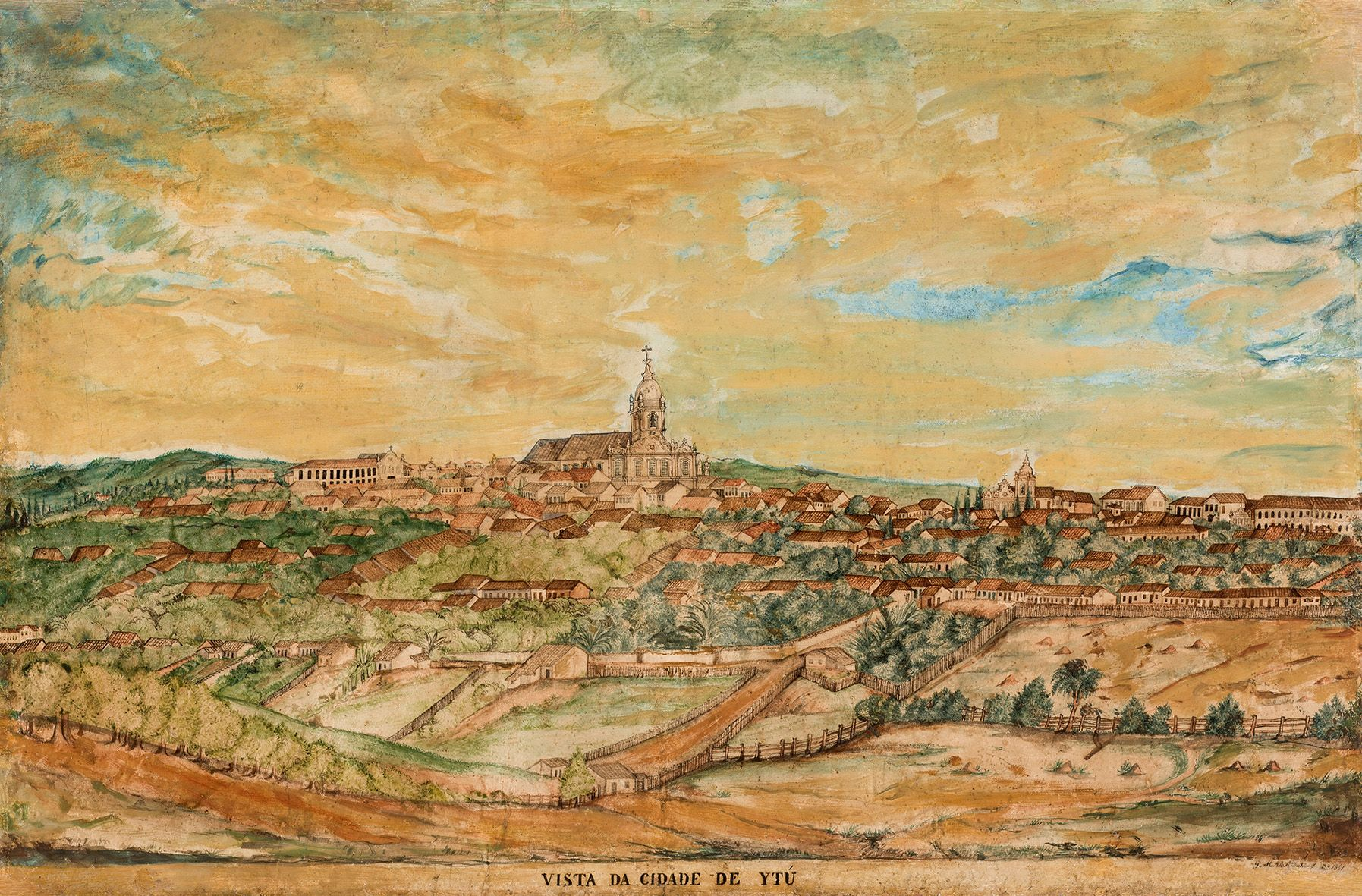
Vista da cidade de Itu, de Miguelzinho Dutra (1851)

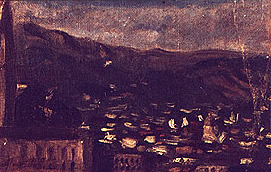
Itu no século XIX, por Almeida Júnior

Itu recebeu, em 1822, o título de Fidelíssima do imperador dom Pedro I por sua posição a favor da independência. A partir da lista nominativas de habitantes de Itu do ano de 1836, se observou que os grandes engenhos de Itu também continham números consideráveis de produção de milho, sendo importante ressaltar que boa parte desse milho foi produzido nas próprias unidades açucareiras. A título de exemplo, João Tibiriçá, lavrador e morador do quarteirão três do distrito de Indaiatuba, possuía em sua fazenda 84 escravos - maior plantel da vila. Sua fazenda produziu, em 1836, 3.000 arrobas de açúcar, enquanto possuía 1000 alqueires de milho, 300 alqueires de feijão e 80 alqueires de arroz. Seu caso é um exemplo das grandes fazendas de Itu, as quais tinham enormes plantéis de escravos e uma alta produção de açúcar, mas não deixavam de reservar grandes alqueires para produção de alimentos. Estes, no caso, não seriam apenas para o consumo próprio, o que levanta a hipótese da existência de um comércio bastante elaborado de alimentos.
Por meio de Lei Provincial de 5 de fevereiro de 1842, a vila de Itu foi elevada à cidade, ocasião em que possuía umas 800 casas. Nesse mesmo ano, Itu participou das Revoltas liberais de 1842, montando uma força de 300 homens, junto à tropa de Brigadeiro Rafael Tobias de Aguiar.
A partir de 1850 e durante anos, Itu foi considerada a cidade mais rica da Província de São Paulo, com intensa participação na vida política e econômica.
Em 1859, a cidade de Itu perdeu território para a criação das vilas de Cabreúva e Indaiatuba e, em 1889, para a criação do município de Salto.
Em 1860, ocorreu uma grande crise no mercado internacional do açúcar e o plantio de cana entrou em decadência, o que causou, com o passar do tempo, um conflito entre os políticos e fazendeiros ituanos com o governo imperial, impulsionando o republicanismo na cidade, resultando, em 1873, na Convenção de Itu, a primeira convenção republicana do Brasil, na qual foi criado o Partido Republicano Paulista. Por causa dessa reunião, a cidade de Itu é conhecida como o "Berço da República".
Com a decadência do açúcar, o seu cultivo foi gradativamente sendo substituído pelo café, com o aumento de cuja produção os fazendeiros buscaram a vinda de imigrantes europeus para substituir a mão-de-obra escravizada, haja vista que o tráfico de escravizados fora abolido em 1850 pela Lei Eusébio de Queirós e a escravatura seria abolida em 1888 pela Lei Áurea. A partir de 1889, com a ajuda do governo estadual e federal, vieram para Itu milhares de imigrantes, majoritariamente italianos. A cidade possuía, nesta época, cerca de 1 800 casas.

### Século XX

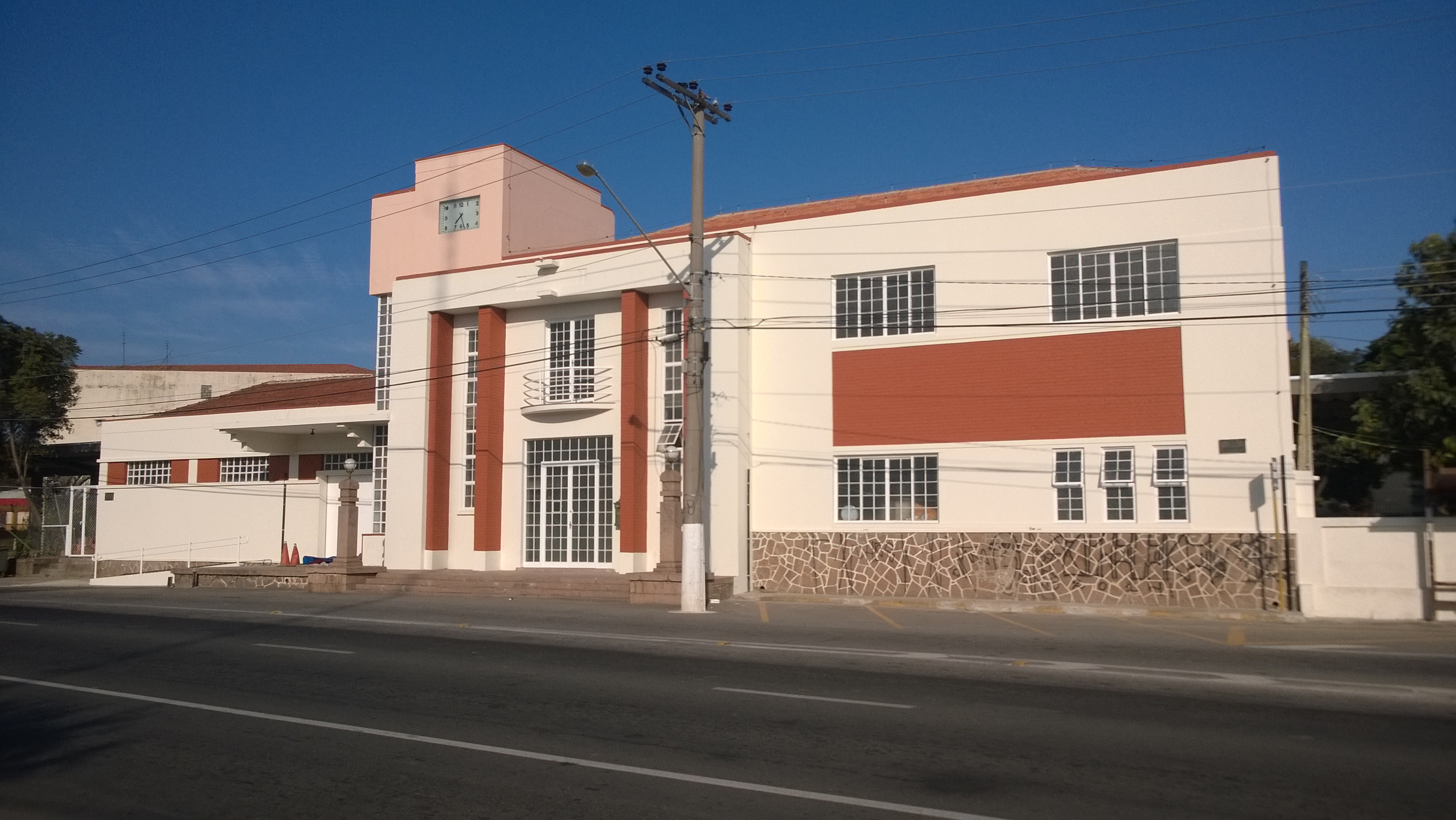
Antiga Estação Ferroviária de Itu

O cultivo de café em Itu entrou em decadência na década de 1930, devido à Grande Depressão, o esgotamento das terras e a concorrência com outras áreas de plantio.
De 1935 a 1950, Itu quase não cresceu além da área já ocupada. A partir de 1950, novas indústrias vem se instalando no município, principalmente cerâmicas. Com isso, ocorreu grande êxodo rural, em busca de trabalhos nas fábricas. A cidade começou novamente a crescer, com a abertura de diversos loteamentos na periferia. Itu já não tinha a mesma importância de antigamente, sendo influenciada pela capital São Paulo, já uma metrópole.
A partir de 1970, com a abertura da Rodovia Castelo Branco, principalmente às margens de suas estradas de acesso. Foi na década de 1970 que Itu se tornou uma cidade turística, graças à sua fama de "Cidades do Exageros", iniciada pelo humorista Francisco Flaviano de Almeida, o Simplício. Em 1979, o município se tornou uma estância turística.

## Geografia

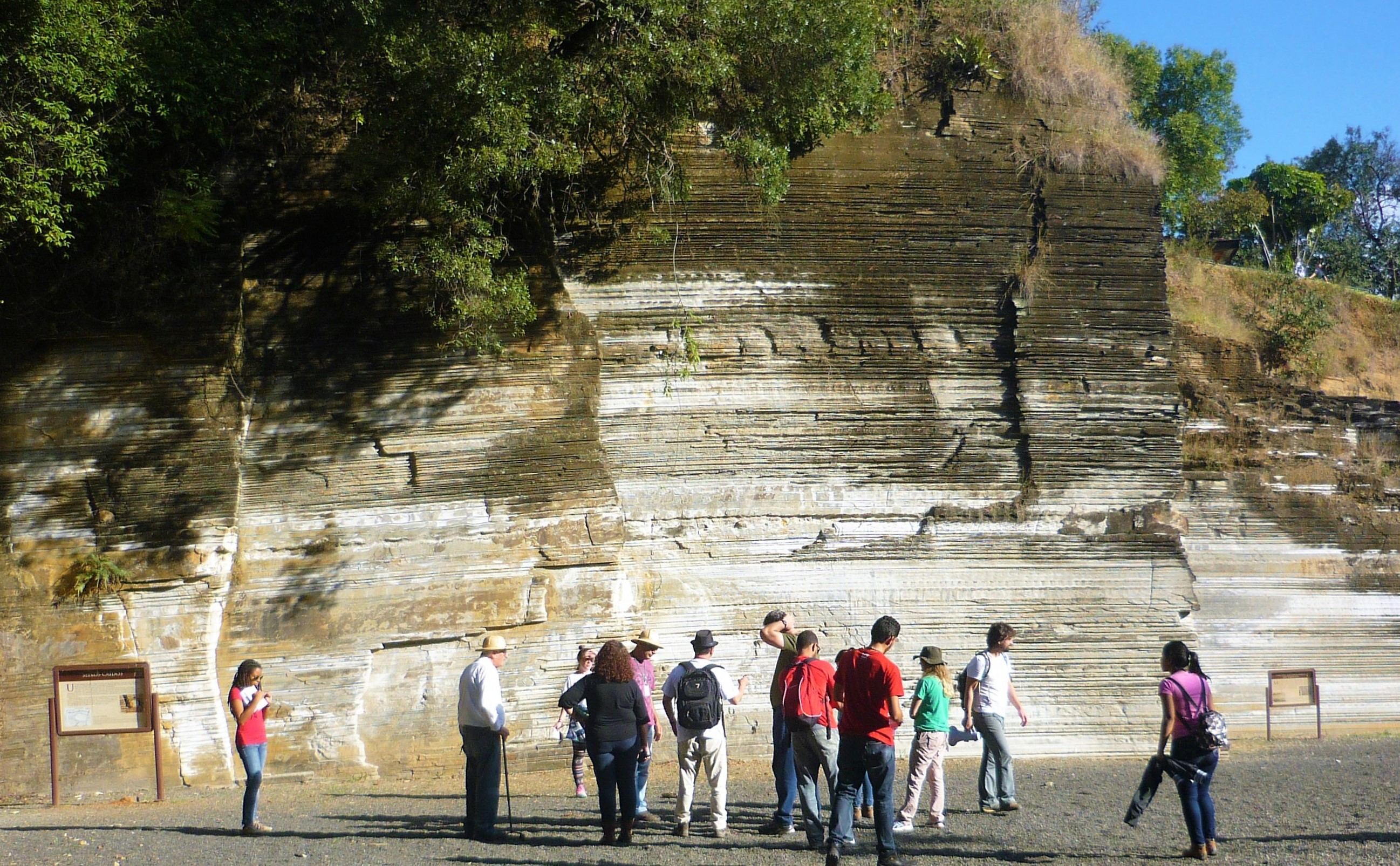
Visitantes no Parque Geológico do Varvito, monumento geológico formado pela sucessão de camadas durante a era glacial

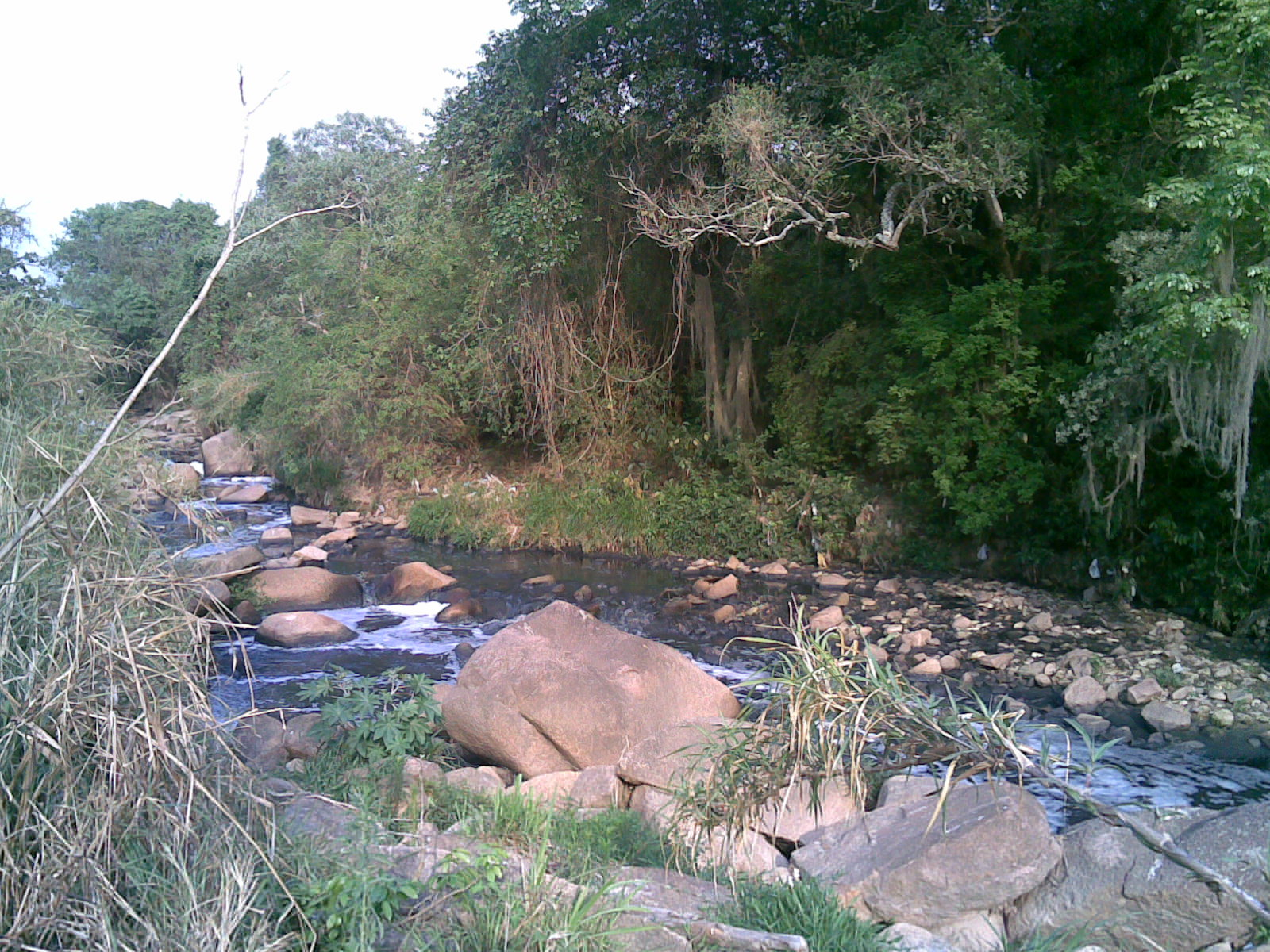
Córrego Guaraú próximo da Estação de Tratamento de Esgoto Canjica, em Itu

Itu localiza-se a uma latitude 23º15'51" sul e a uma longitude 47º17'57" oeste, estando a uma altitude de 583 metros acima do nível do mar.
O clima é subtropical, a temperatura anual é de 20 graus centígrados. O verão é quente e chuvoso. O inverno é frio e seco. O município está localizado entre o planalto cristalino e o sedimentar. O relevo é suave e com áreas mais elevadas nas regiões limítrofes.
O Rio Tietê (região não navegável, devido às corredeiras e poluição elevada) corta da cidade. Itu também possui inúmeras nascentes e fontes de água, entre elas a Fonte Nossa Senhora Aparecida que abastece a indústria Heineken que produz a água mineral Schin, eleita por críticos gastronômicos a melhor do país.[carece de fontes?]
Itu abriga em seu território a Gruta do Riacho Subterrâneo, coincidentemente a maior caverna em granito do Brasil e hemisfério sul e a sexta maior do mundo.
A cidade conta com vários parques urbanos. O Bosque Alceu Geribello, no Bairro Brasil, é pedaço preservado da Mata Atlântica e abriga o Centro de Educação Ambiental

### Crise hídrica em 2014
Com um histórico secular de falta de água, Itu depende de pequenos afluentes e ribeirões para encher os cinco pequenos reservatórios. Em 2006, a autarquia que administrava o sistema de água e esgoto de Itu (SAAE), foi vendida para a empresa privada Águas de Itu, com o compromisso de resolver o problema de falta de água, trabalhando efetivamente na contenção de perdas e implantação de melhorias no sistema de captação. A situação se agravou com a estiagem em 2014. Em julho de 2014, o Ministério Público manifestou-se orientando a administração pública municipal para que decretasse Estado de Calamidade Pública para que o município pudesse utilizar artifícios emergenciais na busca de uma solução imediata para a cidade, que enfrentava, à época da manifestação do MP, um racionamento de água de mais de seis meses.

## Demografia

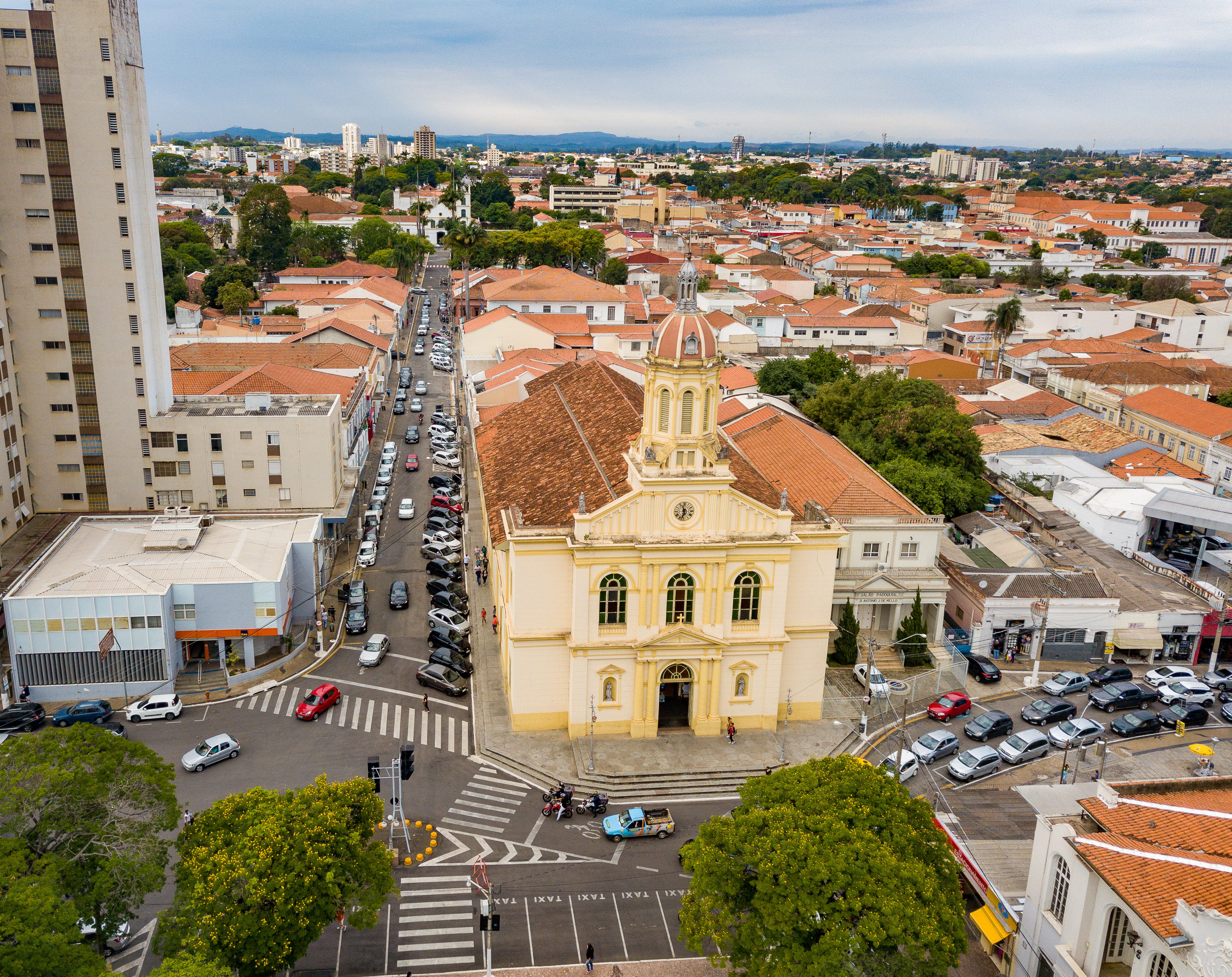
Paróquia Matriz Nossa Senhora da Candelária

Segundo estimativa do Instituto Brasileiro de Geografia e Estatística, em 2024 a população do município era de 174 561 habitantes, sendo o 46° mais populoso do estado e apresentando uma densidade populacional de 272,04 pessoas por quilômetro quadrado. A população de Itu, aferida no Censo IBGE de 2022, em relação à população aferida no Censo IBGE de 2010 teve um crescimento de 9,1 por cento.
Ainda de acordo com o Censo IBGE de 2022, a população ituana era dividida em 82 160 homens (48,8%) e 86 080 mulheres (51,2%). Segundo dados do Tribunal Superior Eleitoral (TSE), em 2024, o município possuía 130 162 eleitores aptos a votar nas eleições.
De acordo com o Censo de 2010, a população do município era composta pelo seguintes grupos étnicos: brancos (70,15%), pardos (24,60%), negros (4,47%), asiáticos (0,55%) e indígenas (0,07%). Das pessoas entrevistadas, 0,16% não se declarou pertencente a nenhum desses grupos.

### Religião
Pertencendo à Diocese de Jundiaí, Itu conta com as seguintes paróquias: Nossa Senhora Aparecida, Nossa Senhora da Candelária, Sagrada Família, São Camilo de Lellis, São Cristóvão, São José, São Judas Tadeu, São Luiz Gonzaga e Senhor do Horto/São Lázaro. Segundo o Censo brasileiro de 2010, o catolicismo romano é a principal religião no município, com 105.354 fiéis, ou 68,35% da população. Em seguida, vêm os protestantes (20,86%), irreligiosos (5,34%), espíritas (2,13%), judeus (0,12%), umbandistas (0,10%) e budistas (0,06%).

## Administração

### Prefeitura
- Prefeito: Herculano Castilho Passos Junior (2025-2028)
- Vice-prefeito: Juliana Passos Pessanha (2025-2028)

### Câmara de Vereadores

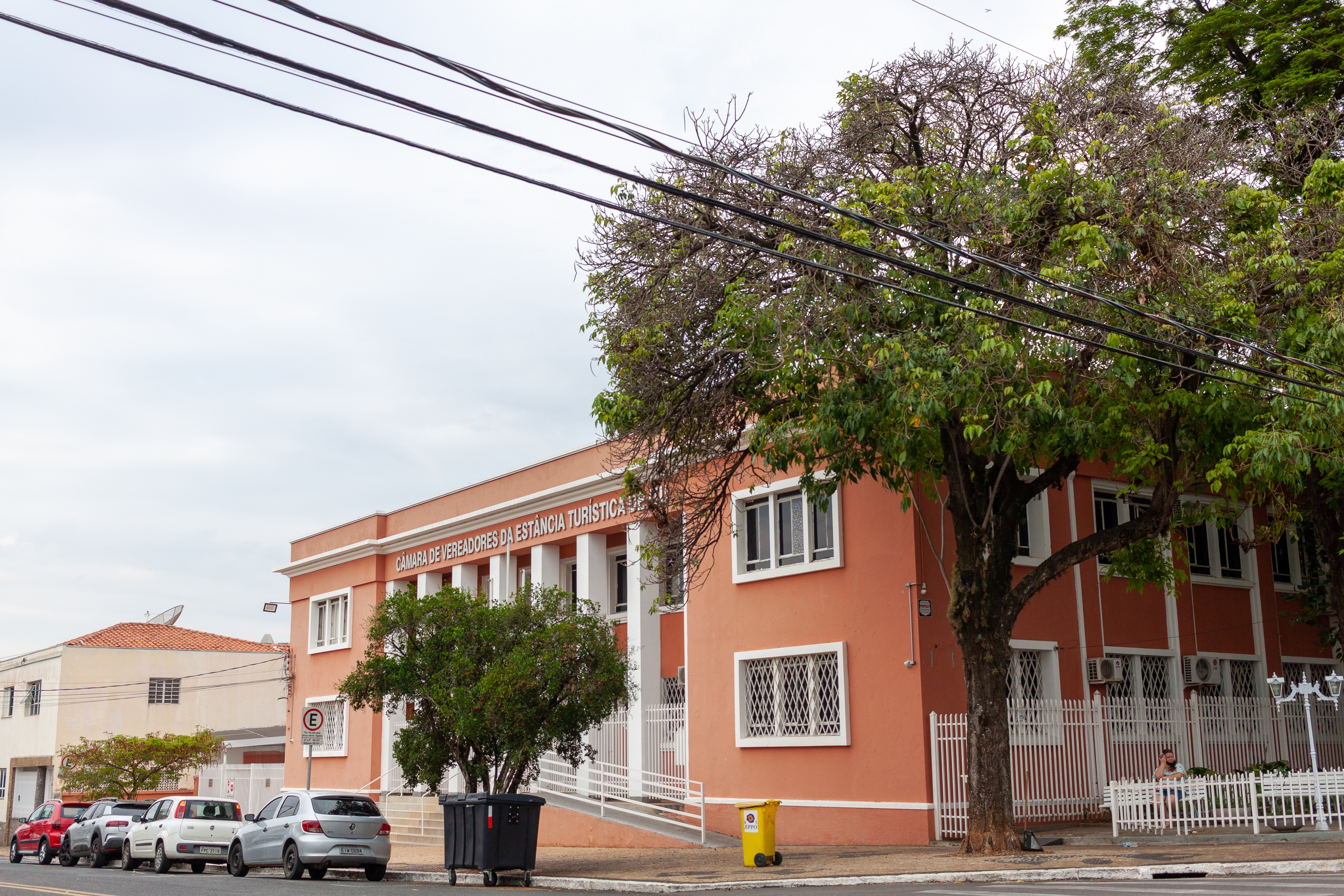
Câmara dos Vereadores de Itu (em 2021)

- Presidente: Normino da Rádio (Cidadania)
- Vice-Presidente: Luisinho Silveira (MDB)
- 1o. Secretário: Célia Rocha (PL)
- 2o.Secretário: Donizetti André (Republicanos)

### Cidades-irmãs
- Salto, Brasil

## Unidade militar

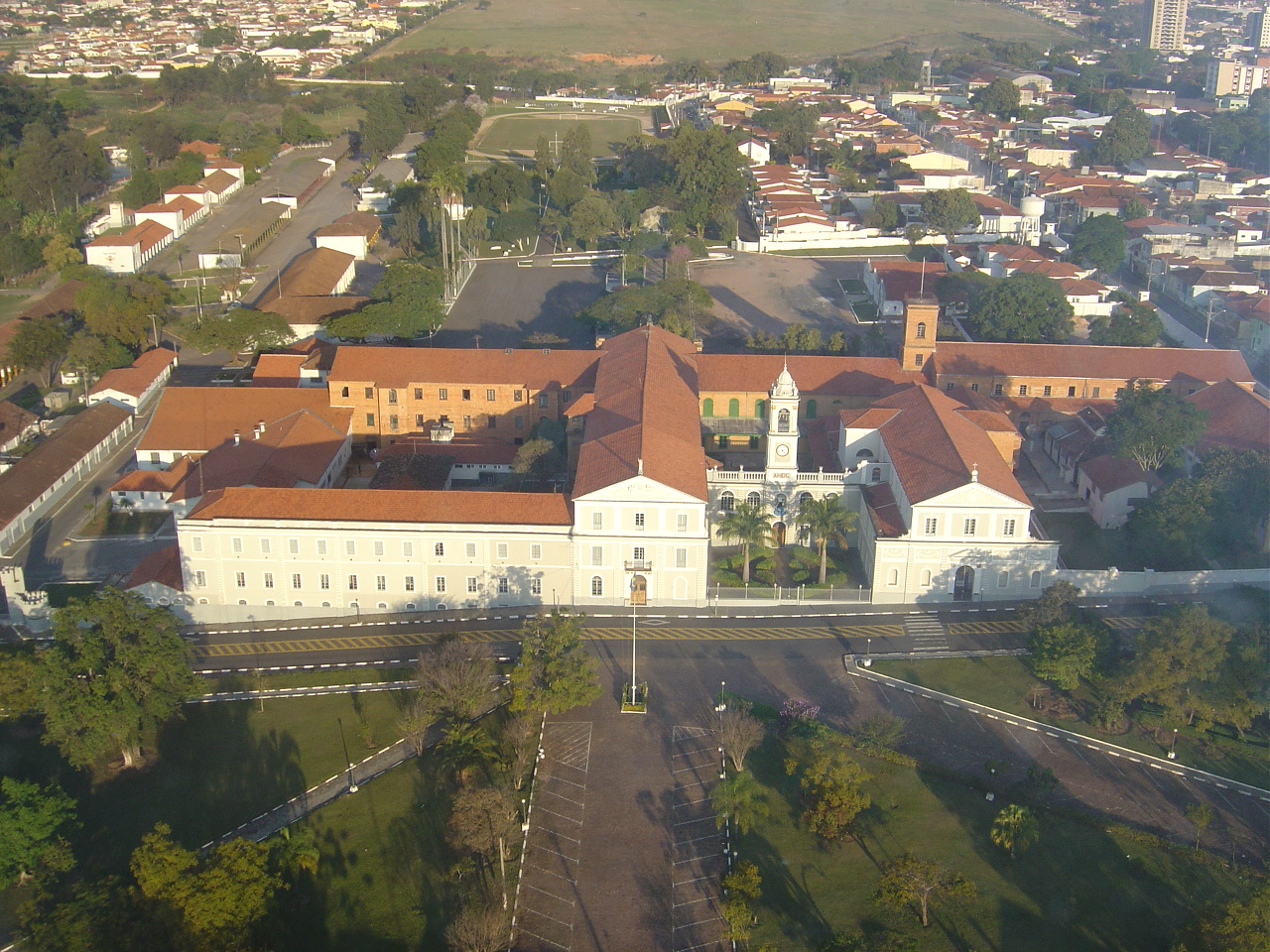
Vista aérea do aquartelamento.

Em 20 de janeiro de 1918, instalou-se no município, no prédio do antigo Colégio São Luiz, onde funcionava um colégio jesuíta, um quartel do Exército Brasileiro. A Unidade Militar passou por várias denominações ao longo de sua trajetória, sendo hoje o 2.º Grupo de Artilharia de Campanha. Ostenta o nome histórico de Regimento Deodoro, uma homenagem ao Marechal Deodoro da Fonseca, proclamador da República, tendo em vista a importância da cidade de Itu no movimento republicano.[carece de fontes?]
Nos mais de 100 anos de presença na cidade, os militares desenvolveram uma ligação estreita com a comunidade, ajudando sempre que necessário a população local.[carece de fontes?]

## Economia

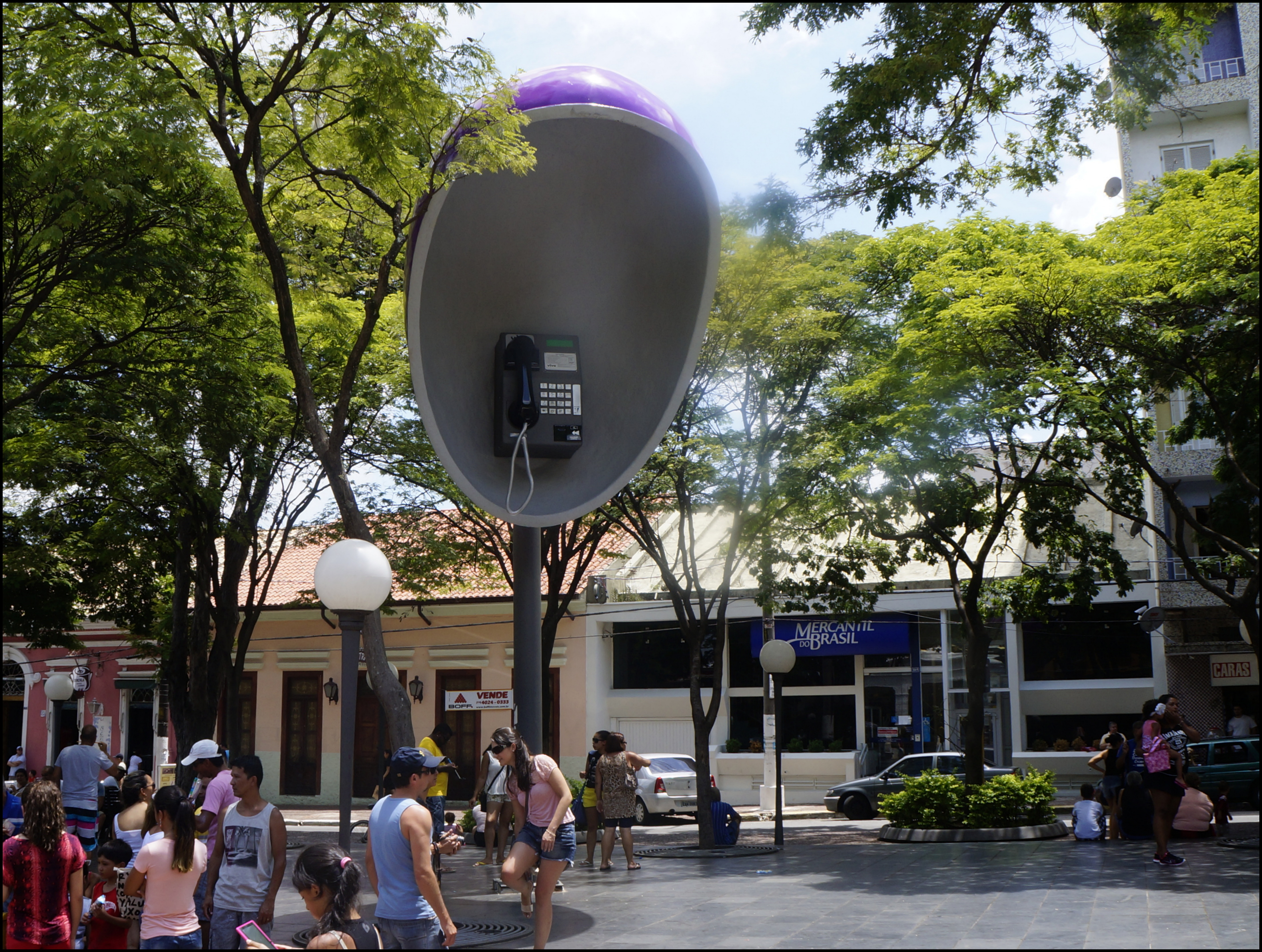
Orelhão gigante no centro de Itu. A cidade é conhecida pelos exageros.

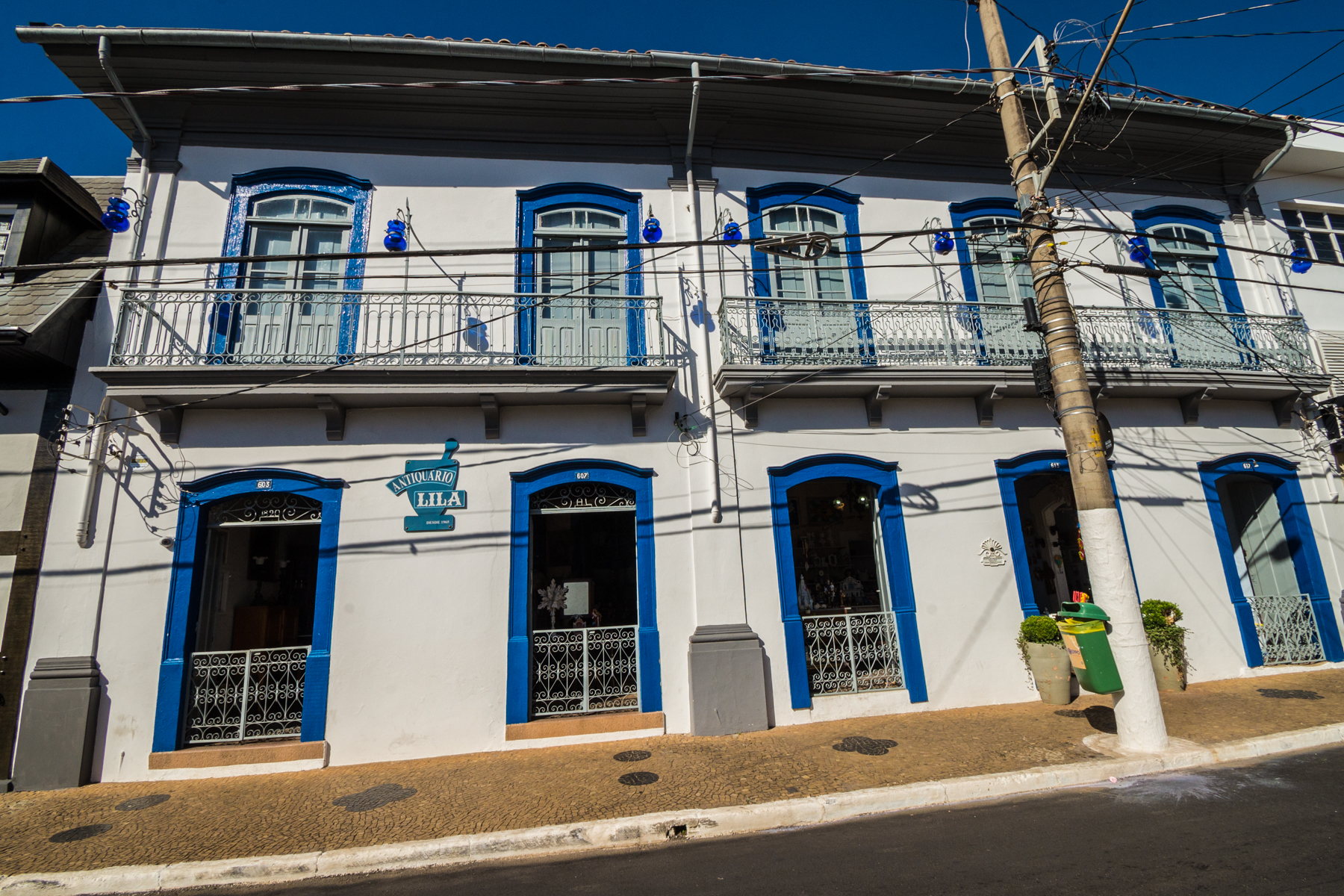
Antiquário no centro histórico

O centro comercial de Itu é formado principalmente pelas ruas Floriano Peixoto e Santa Rita, duas das principais ruas da cidade, com outras ruas no entorno, onde se concentram lojas, bancos, lanchonetes e restaurantes. Com o crescimento do comércio, o centro histórico passou a não comportar o movimento, havendo uma expansão para o bairro Vila Nova, com lojas e instituições financeiras.[carece de fontes?]
Em 2000, foi inaugurado um novo centro de compras, o Plaza Shopping Itu, com lojas e praça de alimentação com alguns franchisings de lojas e fast-food. Existe ainda outro centro de compras, o Road Shopping, situado na Rodovia Castelo Branco, no km 72, no distrito do Pirapitingui. O shopping conta com mais de 60 lojas, além de um drive-thru de fast-food no estacionamento, com mais de 600 vagas, arena para eventos e área de lazer.[carece de fontes?]
A cidade conta ainda com supermercados e hipermercados, entre eles: Carrefour Bairro, Pão de Açúcar Supermercado, Tenda Atacado, Dia% e Supermercados São Vicente.[carece de fontes?]
Dentre as indústrias da região, destacam-se: Heineken Brasil, Sapa Aluminium, Starrett, Hewlett Packard, além das empresas japonesas que produzem peças para a Toyota: Sumitomo Corporation do Brasil, Aisin Seiki, Nissim Break, Vuteq e Kanaflex.[carece de fontes?]

### Estância turística

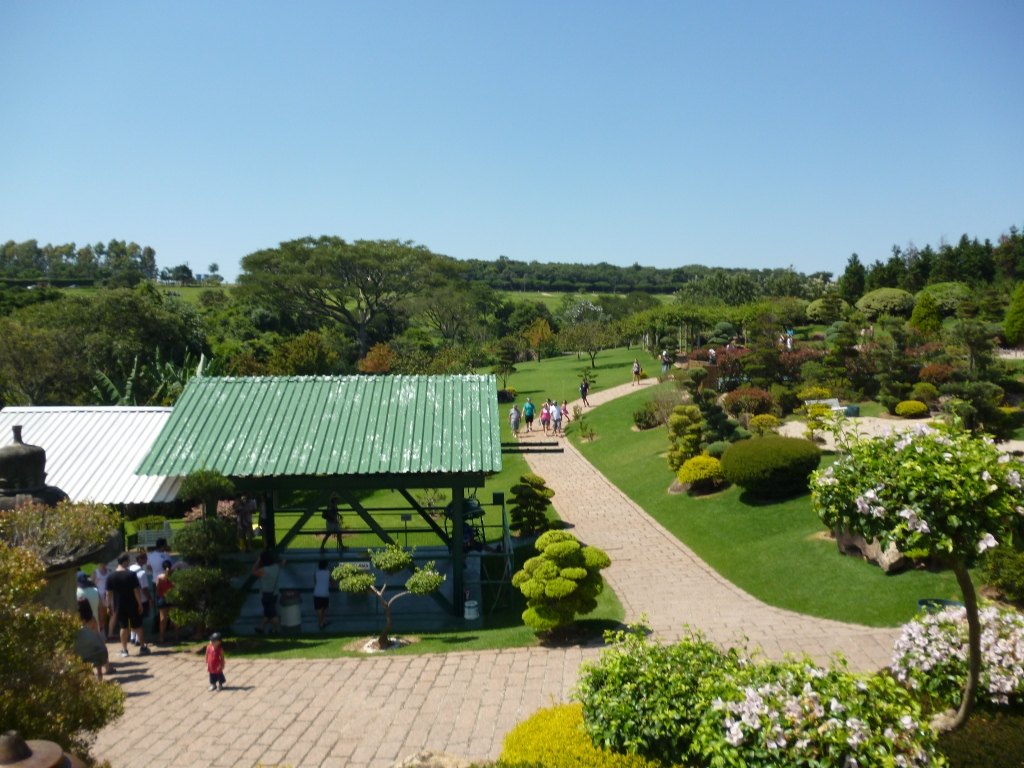
Fazenda Parque Maeda

Itu é um dos 29 municípios paulistas considerados estâncias turísticas pelo Estado de São Paulo, por cumprirem determinados pré-requisitos definidos por Lei Estadual. Tal status garante a esses municípios uma verba maior por parte do Estado para a promoção do turismo regional. Também, o município adquire o direito de agregar, junto a seu nome, o título de "Estância Turística", termo pelo qual passa a ser designado tanto pelo expediente municipal oficial quanto pelas referências estaduais. A cidade conta também com vários monumentos históricos, como o Museu da Convenção, a casa onde ficou hospedado dom Pedro II, o famoso Telefone Público, a Igreja Matriz Nossa Senhora da Candelária, o Semáforo próximo ao orelhão e o Armazém do Limoeiro, entre outras.[carece de fontes?]
A Fazenda Parque Maeda é pesqueiro, camping e jardim japonês são atrações fixas. A arena da fazenda sedia grandes shows, como o do Festival de música SWU, entre outras festas eletrônicas. Serviu também de palco para a gravação do 3º DVD do cantor sertanejo Luan Santana; em 2015, sediou o festival de música eletrônica Tomorrowland, com previsão de ser realizado anualmente por mais cinco edições no local.
Uma iniciativa da prefeitura lançada em 2023 chamada de "Passaporte Experimente Itu" fornece aos turistas uma cartilha que possibilita a coleção de carimbos em 5 pontos turísticos: na Praça Padre Miguel (Praça da Matriz), na Praça dos Exageros, no Mercado Municipal de Itu, no Parque Geológico do Varvito e no Trem Republicano.

## Infraestrutura

### Saúde
A cidade não possui hospital público, porém, a prefeitura possui uma Unidade De Pronto Atendimento 24Hrs, dois PAMs (Pronto Atendimento Municipal) no Bairro Padre Bento e outro na Parque Industrial, o PAM oferece atendimento em casos de urgência e dependendo da gravidade é transferido para o Hospital São Camilo, além disso dispõe de atendimento odontológico e realização de exames laboratoriais. Para conveniados a cidade possui o Pronto Atendimento da Unimed, Intermédica e CEMIL, atendendo casos de baixa e média complexidade. Para realização de alguns exames ou consultas com médicos o município é servido por 15 UBS Unidade Básica de Saúde.[carece de fontes?]
Em 2015, o novo PAM do Parque Industrial foi inaugurado. No mesmo ano, Itu esperava ganhar uma UPA Unidade de Pronto Atendimento 24 horas, localizada no Jardim Nossa Senhora Aparecida, mas em Dezembro de 2017, a unidade está funcionando 24Hrs. Futuramente a Unimed Salto/Itu deverá construir um hospital para casos de alta complexidade na rodovia que liga as duas cidades.[carece de fontes?]

### Educação

Escola Estadual Regente Feijó

O município possui diversas escolas públicas e particulares, em que estão matriculados alunos de vários municípios da região, tais como: E. E. Prof. Antônio Berreta; Colégio Almeida Junior; Colégio Divino Salvador de Itu; Colégio Objetivo; E.E. Prof. Anthenor Fruet (CAIC); EE Prof. Pery Guarany Blackman; EE Dr. Cesário Motta; EE Cícero Siqueira Campos; ETEC Martinho Di Ciero; Instituto Borges de Artes e Ofícios; Colégio Anglo; Senai Ítalo Bologna; Senac Itu; E.E, Francisco Nardy Filho; E.E, Rogerio Lazáro Toccheton, Colégio Integrado Monteiro Lobato, EMEF. PROF. CID ROCHA, e E.E Sylvia de Paula Leite Bauer.
Itu também conta com instituições de ensino superior, tais como: Centro Universitário Nossa Senhora do Patrocínio (CEUNSP), integrante do Grupo Cruzeiro do Sul Educacional, que conta com mais de 70 cursos de graduação; Faculdade de Tecnologia de Itu (FATEC Itu), primeira faculdade pública da cidade;[carece de fontes?]; Faculdade de Direito de Itu (FADITU) e Faculdade de Tecnologia César Lattes (FATECEL/UNIESP, também conhecida como Faculdade Prudente de Moraes - FPM).[carece de fontes?]

### Transportes

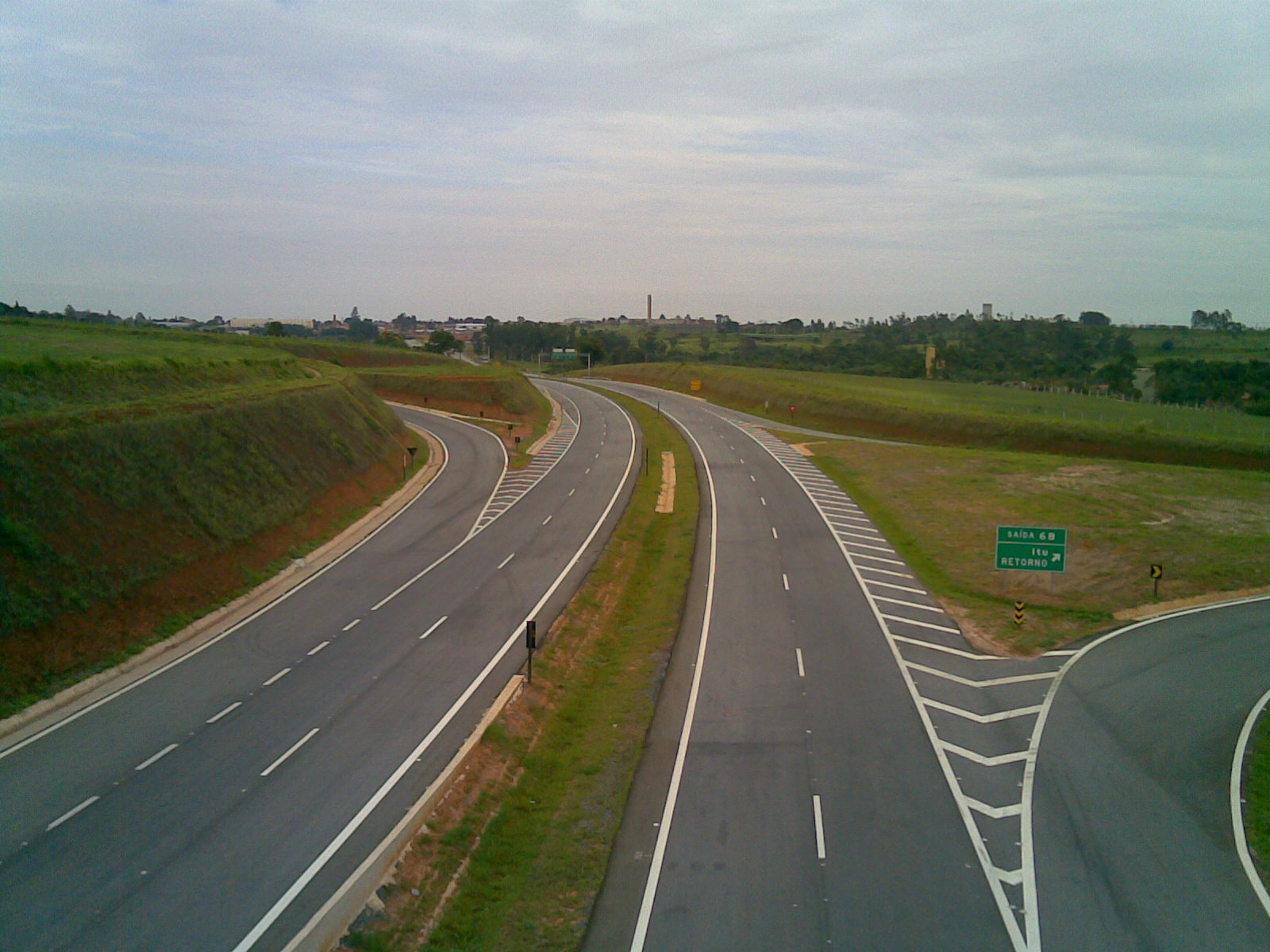
Rodovia Contorno de Itu vista do viaduto da Via Expressa Itu-Salto - panoramio.jpg

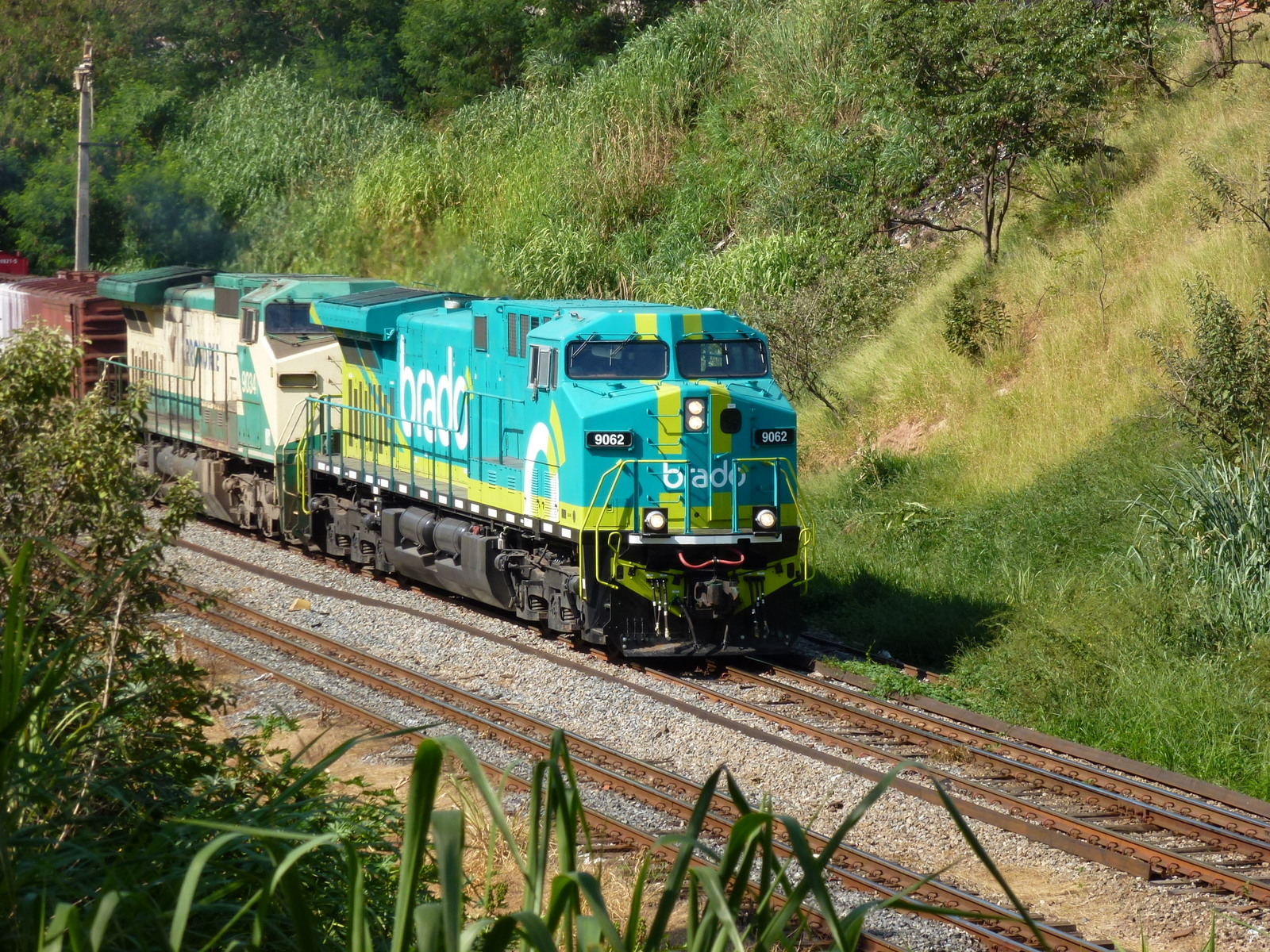
Locomotiva de comboio que saía sentido Guaianã do pátio da Estação Ferroviária de Itu

A cidade é uma das principais centros logísticos paulista por estar bem localizada entre as principais rodovias do estado. A cidade conta com as seguintes rodovias: SP-71 (Rodovia Convenção); SP-75 (Rodovia Archimedes Lammoglia, Rodovia Senador José Ermínio de Moraes e Rodovia Santos Dumont); SP-79 (Rodovia Waldomiro Correa de Camargo); SP-280 (Rodovia Presidente Castelo Branco); SP-300 (Rodovia Dom Gabriel Paulino Bueno Couto e Rodovia Marechal Rondon); SP-308 (Rodovia do Açúcar); SP-312 (Estrada dos Romeiros) e Contorno Viário de Itu - Rodovia Engenheiro Herculano de Godoy Passos (Ligação entre as Rodovias SP-75 e SP-300).[carece de fontes?]
Em 2014, o Instituto Brasileiro de Geografia e Estatística (IBGE), juntamente com o Ministério das Cidades e o Departamento Nacional de Trânsito (DENATRAN), estimaram tinha um total de 104 449 veículos entre: carros (66 333); motocicletas (24 010); caminhonetes (8 009); caminhões (3 351); caminhão trator (869); utilitários (707); ônibus (667); micrônibus (471); tratores (32).
A cidade de Itu é servida por uma rede de linhas de ônibus urbanos, operadas pela West Side (MoV Itu), controlada pelo Grupo Belarmino, além das linhas Suburbanas. A Rodoviária de Itu localiza-se no centro da cidade e é servida por linhas que ligam a cidade a São Paulo, Jundiaí, Piracicaba, Indaiatuba, Itapetininga e Campinas, entre outras cidades. Ônibus com destino ao Nordeste e ao Paraná também param na estação rodoviária de Itu. Em seu terminal, partem linhas suburbanas das seguintes empresas: VB Transportes e Turismo (Salto, Porto Feliz, Boituva e Mairinque - Bairro Dona Catarina),) e Rápido Luxo Campinas Ltda. (Sorocaba). A West Side - MoV Itu opera uma linha municipal para a Gruta, mas tem como ponto final a rodoviária de Cabreúva, sendo, indiretamente, uma linha "intermunicipal".[carece de fontes?]
A ferrovia chegou a Itu no ano de 1873, quando a estação local foi inaugurada. Nela, paravam os trens que ligavam Mairinque a Campinas, que também atendiam às cidades de Salto e Indaiatuba. Com a inauguração de uma nova via férrea entre Mairinque (bairro do Pantojo) e Campinas (bairro do Boa Vista) em 1987, a estação e a ferrovia que cortava o centro de Itu foram desativadas e os trilhos, retirados. Hoje, a estação pertence à prefeitura local. Há um projeto de entrar em funcionamento uma linha ferroviária chamada Trem Republicano, que levará turistas por um passeio entre Itu e Salto.[carece de fontes?]
A cidade conta com um aeroclube, com pista para pequenas aeronaves. O Aeródromo Municipal "Alberto Bazaia" ou Aeroclube de Itu, foi criado em 1939, e hoje está instalado no km 22,5 da Rodovia SP-75 (Rodovia do Açúcar). O Aeroporto Internacional de Viracopos em Campinas, está a 39 km do centro de Itu, sendo acessado pela rodovia SP-75.[carece de fontes?]

### Comunicações
O sistema de telefones automáticos foi inaugurado na cidade pela Companhia Telefônica Brasileira (CTB) em 1970. Já o sistema de discagem direta à distância (DDD) foi implantado em 1974 pela Telecomunicações de São Paulo (TELESP) com o código de área (011).

## Cultura

### Espaços culturais

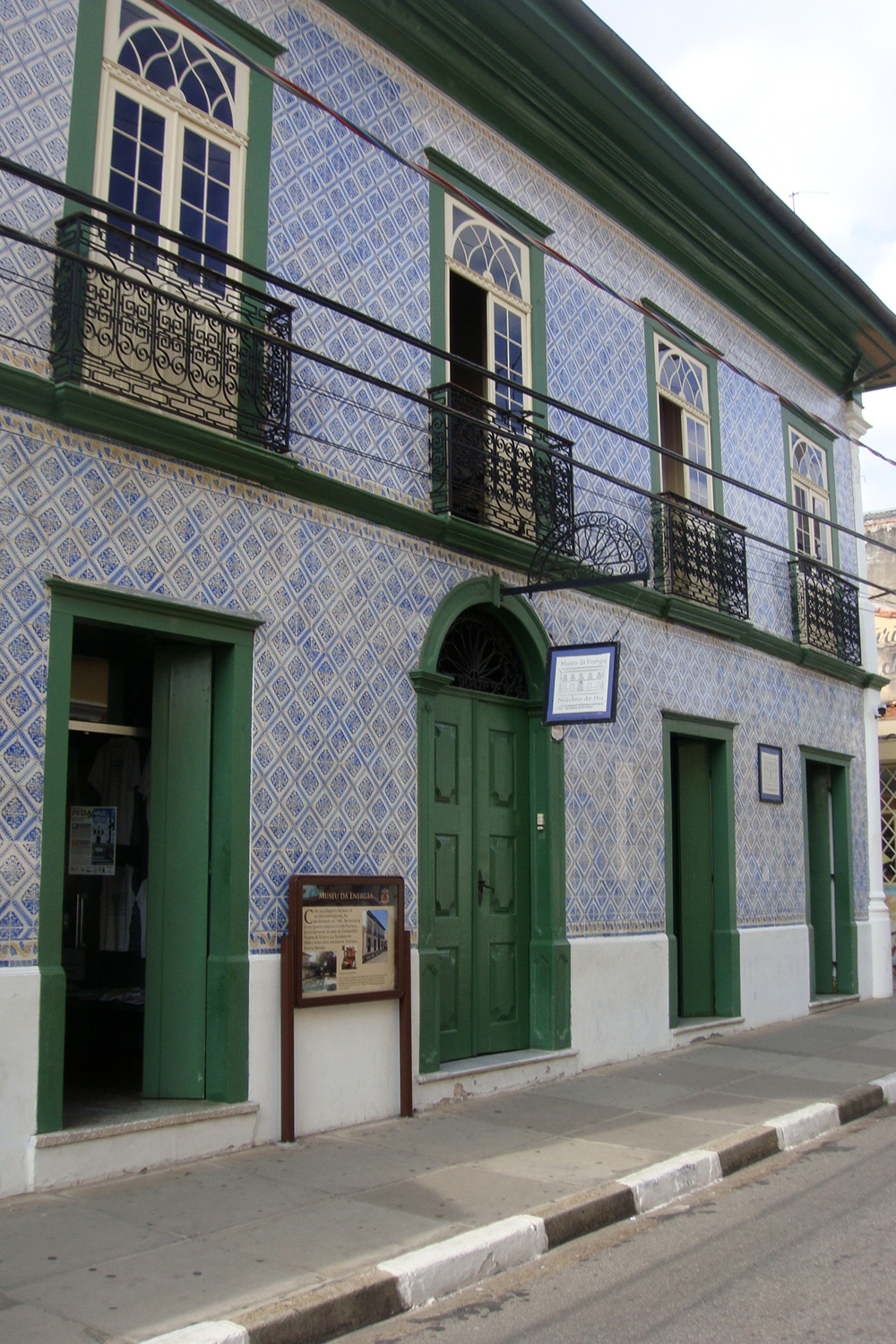
Museu de Energia no Eixo Histórico de Itu.

A cidade conta com vários espaços e centros culturais. O prédio do Espaço Cultural Almeida Júnior foi construído por barões ituanos, sedia o Museu de Arte Sacra, o Museu e Arquivo Histórico Municipal de Itu, a Biblioteca Municipal, e é também um espaço para exposições e eventos. O Espaço Cultural Fábrica São Luiz abriga exposições temporárias e eventos, sendo que seu edifício foi inaugurado em 1869 e abrigou a primeira fábrica de tecidos movida a vapor.
A Fábrica de Arte Marcos Amaro (FAMA), localizada na região central, é uma instituição cultural que abriga o acervo do colecionador e artista Marcos Amaro, além de promover exposições, residências artísticas, projetos e editais.
A cidade é conhecida como "Roma Brasileira" e abriga o melhor do barroco paulista, destacando-se na região central: a Matriz de Nossa Senhora da Candelária, Bom Jesus, Santa Rita, São Benedito, Carmo e Patrocínio;

Museu Republicano de Itu

O Museu da Energia tem fachada em azulejos portugueses, conta história da evolução e distribuição da energia no país. O Museu Republicano de Itu sediou a reunião que efetivou as bases do Partido Republicano Paulista e que deu a Itu o título de "Berço da República".

### Esportes
Itu é sede do Ituano Futebol Clube, fundado em 24 de maio de 1947. Suas cores são rubro-negras. Seu apelido é Galo de Itu devido a seu mascote. Atualmente disputa a Série A1 do Paulistão e a Copa Paulista. Seus principais títulos são o Campeonato Brasileiro - Série C, obtido em 2003, e o Paulistão Série A1 conquistado em 2002 e 2014. O Ituano manda seus jogos no Estádio Novelli Júnior, que tem capacidade para 16 789 espectadores sentados.

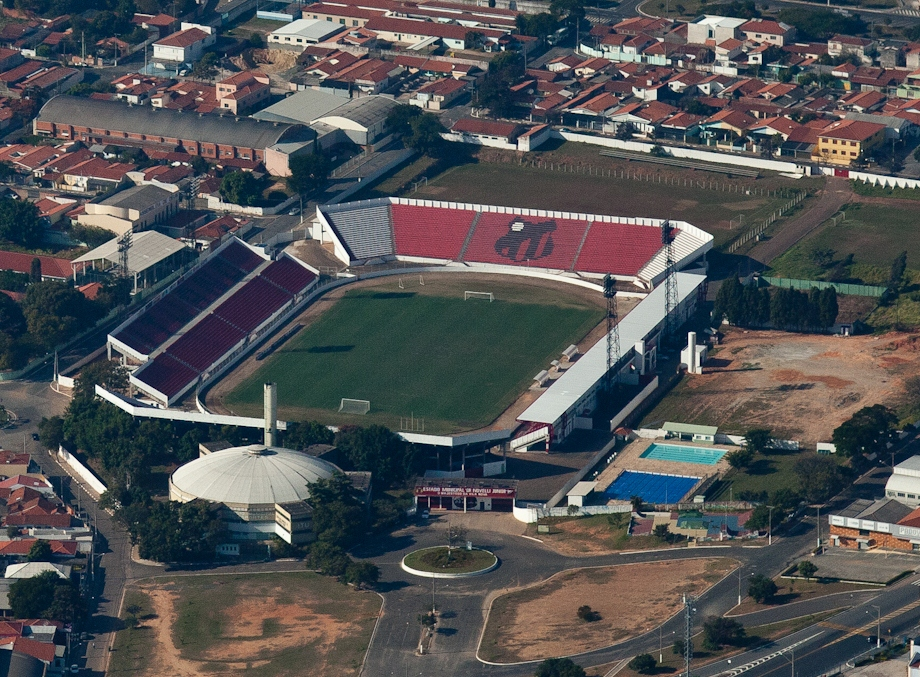
Vista aérea do estádio Novelli Júnior.

O Estádio Municipal Doutor Novelli Júnior foi inaugurado em 25 de maio de 1947, e oficialmente reinaugurado em 28 de março de 1954 com o jogo Ituano 5 a 2 Batatais. Até o ano de 1976, o estádio era conhecido apenas como “Estádio Municipal de Itu”. Foi só no dia 10 de novembro daquele ano que a instalação esportiva passou a homenagear Luís Gonzaga Novelli Júnior, proeminente político ituano. Durante as décadas de 1980 e 1990, o estádio (que teve a capacidade ampliada) foi palco de jogos profissionais e amadores da cidade. Em 2010 o Novelli Júnior passou por uma grande reforma e sua capacidade foi ampliada de cerca de 16.000 lugares para 18.652 lugares com cadeiras. Em 2014 a capacidade foi reduzida para 16.789 lugares devido a construção de novas escadas. Hoje o Novelli Júnior é um dos estádios mais modernos do interior paulista além de ser o maior estádio da Região Metropolitana de Sorocaba.
O Kartódromo Arena Brasil Kirin (anteriormente Arena Schincariol) teve suas obras iniciadas em 1992 e foi inaugurado em 23 de abril de 1994 com a presença ilustre do ex-piloto Nelson Piquet. Grandes nomes do automobilismo nacional já passaram pelo local, entre eles Rubens Barrichello, Luciano Burti e Átila Abreu. Atualmente o kartódromo se localiza em uma área com 1 milhão de metros quadrados, a pista tem 1.240 metros de extensão por 7 de largura, 10 boxes e arquibancadas para cerca de 20.000 pessoas (sendo 1.500 lugares cobertos), estacionamento para 1.350 veículos, podendo receber, além de competições, eventos como rodeio e shows musicais. O Kartódromo se localiza no km 111 da SP-300, sentido Porto Feliz.